# Winfried Pesch

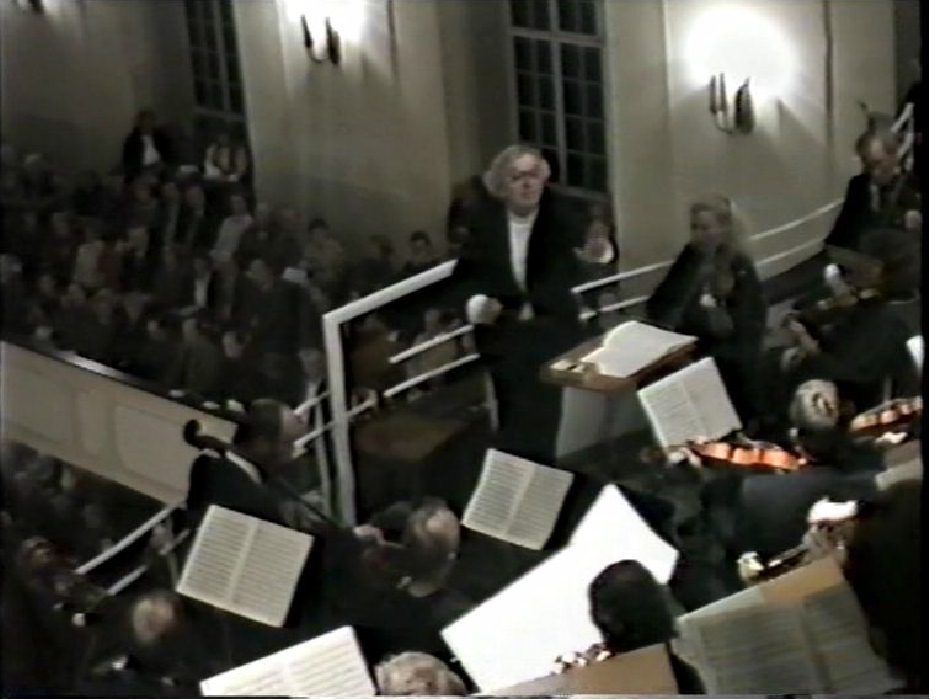
Winfried Pesch dirigiert Brahms Deutsches Requiem in der Alten Kirche Wupperfeld

Winfried Pesch (* 3. Juli 1928 in Barmen, heute Wuppertal; † 17. Juni 2006 ebenda) war ein deutscher Kirchenmusiker.

## Leben
Nach dem Abitur 1948 in Stuttgart studierte er evangelische Kirchenmusik, Orchesterleitung und Musikpädagogik an der Hochschule für Musik Köln. Seine Lehrer waren unter anderem Hans Hulverscheidt, Gerhard Schwarz und Hans Klotz. 1956 legte er das A-Examen ab.
Noch als Musikstudent wirkte er von Februar bis November 1953 als Organist und Chorleiter an der Alten Langerfelder Kirche in Wuppertal.
Mit der Wiedereinweihung im Juni 1953 der im letzten Krieg völlig zerstörten Kirche wurde der Chor der Alten Wupperfelder Kirche gegründet. Auf Empfehlung von Pfarrer Dr. Friedrich Diening wurde der junge Musikstudent Pesch mit der Leitung dieses Chores beauftragt. Um die kirchenmusikalische Tradition seiner Vorgänger (Gottfried Grote, Fritz Bremer, Hans Hulverscheidt) an der Alten Wupperfelder Kirche wieder neu aufzubauen, wurde Winfried Pesch zum 1. Dezember 1953 als hauptamtlicher Kirchenmusiker eingestellt. Nach seinem A-Examen erfolgte die Ernennung zum Kantor. 1968 erfolgte die Ernennung zum Kreiskirchenmusikwart und 1971 durch die Evangelische Kirche im Rheinland die Ernennung zum Leiter der Ausbildungslehrgänge für nebenberufliche Kirchenmusiker (Chorleitung, Orgel, Theorie). 1980 wurde Pesch auch Dozent für Orgel an der staatlichen Hochschule für Musik Köln, Abteilung Wuppertal. Insgesamt bildete Pesch über 250 Kirchenmusiker, Chorleiter und Organisten aus. Neben der Wupperfelder Kantorei leitete er auch diverse weitere Chöre in der Großgemeinde Wupperfeld wie auch einen Jugend-, Kinder- und Posaunenchor. Er entwarf für mehrere Orgeln im Wuppertaler Raum die Disposition und war zudem Jury-Mitglied von „Jugend musiziert“ und auch Mitglied im Kulturausschuss der Stadt Wuppertal.
Für seine Verdienste für die Kirchenmusik wurde er 1981 mit dem Titel Kirchenmusikdirektor ausgezeichnet.
Bereits 1954 gründete er die Geistlichen Abendmusiken, die er später in die international bekannten Wupperfelder Abendmusiken (über 500 Konzerte) umbenannte, deren künstlerischer Leiter er auch war. Unter seiner Leitung wurde auch die Wupperfelder Kantorei einer der führenden Chöre der Region. Zahlreiche Ur- und Erstaufführungen wurden in Wupperfeld musiziert. Nahezu 100.000 Besucher kamen zu den Konzerten. Ein besonderer Schwerpunkt waren neben den bekannten Oratorien auch selten aufgeführte Werke, wie z. B. die fälschlich Johann Sebastian Bach zugeschriebene Lukaspassion, das Oratorium für zwei Chöre Israel in Ägypten von Georg Friedrich Händel, die Messe solenelle von Louis Vierne, Lauda Sion von Felix Mendelssohn Bartholdy oder das Te Deum von Otto Olsson. Pesch arbeitete hierbei fast 50 Jahre mit dem Sinfonieorchester Wuppertal zusammen. Ein weiterer Schwerpunkt waren Aufführungen der französischen Orgelkomponisten, allen voran Olivier Messiaen, Marcel Dupré, bei dem Pesch ursprünglich sein Studium in Paris fortführen sollte, Charles-Marie Widor oder auch die etwas unbekannteren Jacques Ibert oder Gabriel Pierné. Ebenso wurden außergewöhnliche Kombinationen geboten, wie Orgel und Sprecher, Cembalo und Vibraphon oder Orgel und Saxophon, bei dem Pesch mehrmals mit dem Amerikaner Jackson Crawford zusammen musizierte. Die gesamte musikalische Palette reichte von der Gregorianik bis hin zur Avantgarde. Eines seiner letzten großen Konzerte war zum 125-jährigen Chor-Jubiläum der Wupperfelder Kantorei Ein deutsches Requiem von Johannes Brahms.
Am 1. Dezember 1992 ging Pesch in den Ruhestand. Nachfolger in Wupperfeld wurde bis 2005 Carsten Zündorf.
2001 wurde eine 135-jährige Chortradition aufgegeben. 2005 wurde die A-Kantorenstelle in Wupperfeld aufgekündigt. Die Wupperfelder Abendmusiken werden dank des Fördervereins „Musik und Kirche e. V.“ fortgeführt.
Winfried Pesch starb am zum 17. Juni 2006 im Alter von 77 Jahren.

## Tondokumente
- 200 Jahre Evangelische Gemeinde auf dem Wupperfeld. Symphonieorchester Wuppertal, Wupperfelder Kantorei (Dirigent Winfried Pesch), Joachim Dorfmüller, Orgel
- Musik für Orgel und Trompete. Winfried Pesch, Orgel, Thomas Schroedter, Trompete